# مات دايتون
مات دايتون (بالإنجليزية: Matt Dayton)‏ هو متزحلق نوردي مزدوج أمريكي، ولد في 24 أغسطس 1977 في فيربلاي في الولايات المتحدة.

## وصلات خارجية
- مات دايتون على موقع الاتحاد الدولي للتزلج (التزلج النوردي المزدوج) (الإنجليزية)
- مات دايتون على موقع أوليمبيديا (الإنجليزية)